# Près de toi
Albums de Lorie
Tendrement
(2002)
Singles
1. Près de moi
Sortie : 2 mai 2001
2. Je serai (ta meilleure amie)
Sortie : 16 octobre 2001
3. Toute seule
Sortie : 19 mars 2002

Près de toi est le premier album de la chanteuse française Lorie sorti le 30 octobre 2001. 
Il s'est vendu à plus d'un million d'exemplaires et a été certifié triple disque de platine. Après le succès du premier single Près de moi, sortent l'année suivante deux autres singles Je serai (ta meilleure amie) et Toute seule. L'album s'est vendu à environ 940 000 exemplaires en France. Il a été certifié dans 4 pays.

## Versions disponibles
Une version de luxe est sortie avec en bonus les titres By My Side (adaptation de Près de moi) et Ton sourire (repris par la suite sur l'album Tendrement), ainsi que différents remixes. Elle contient également un livret avec, entre autres, des photos et les paroles des chansons. L'album est sorti au Japon pour la promotion d'une publicité pour Évian dans laquelle apparaît Lorie interprétant le titre Dans nos rêves. Sur cet album se trouvent en bonus les titres Dans nos rêves, Forget Me Not (autre adaptation de Près de moi) et My World (adaptation de Toute seule). De plus, la pochette de l'album a été modifiée pour l'occasion. À l'intérieur se trouvent aussi les traductions de tous les titres en japonais. L'album est aussi disponible en cassette audio.

## Singles
Près de moi est le premier single issu de l'album. D'abord placé gratuitement sur internet en 2000, il est sorti en commerce début de l'année suivante. Il s'est vendu à plus de 600 000 exemplaires et a été certifié disque de platine en France. Il s'est classé 1er en Belgique et 2e en France.
Je serai (ta meilleure amie) est le second single de l'album, sorti en octobre 2001. Celui-ci s'est classé 5e en France et en Belgique. Il s'est vendu à plus de 300 000 exemplaires en France et a été certifié disque d'or en France et Belgique,.
Toute seule est le dernier single extrait de l'album, il est sorti en mars 2002. Il s'est vendu à environ 180 000 exemplaires et a été certifié disque d'argent en France.

## Liste des titres
1. Intro (0:19)
2. Près de moi (3:43)
3. Je serai (ta meilleure amie) (3:28)
4. Toute seule (3:31)
5. I Love You (4:03)
6. Ne me dis rien (4:08)
7. L'Homme de ma vie (3:25)
8. Tout pour toi (3:32)
9. Entre vous deux (3:46)
10. Je manque de toi (3:47)
11. Se donner la main (4:11)

## Classements et certifications
| Classement (2001-2002) | Meilleure position | Semaines dans le classement |
| ---------------------- | ------------------ | --------------------------- |
| France                 | 2                  | 67                          |
| Belgique (Fr)          | 8                  | 53                          |
| Suisse                 | 18                 | 31                          |

| Classement (2001) | Position |
| ----------------- | -------- |
| France            | 24       |
| Classement (2002) | Position |
| Belgique (Fr)     | 28       |
| France            | 24       |
| Suisse            | 90       |

### Certifications
| Pays     | Certification | Date de certification | Ventes certifiées |
| -------- | ------------- | --------------------- | ----------------- |
| France   | 3 × Platine   | 6 mai 2004            | 900 000           |
| Canada   | Platine       | Janvier 2003          | 100 000           |
| Belgique | Or            | 1er juin 2002         | 20 000            |
| Suisse   | Or            | 2002                  | 20 000            |

## Historique de sortie
| Pays     | Date de sortie  | Version             |
| -------- | --------------- | ------------------- |
| France   | 30 octobre 2001 | Standard + k7 audio |
| Belgique | 30 octobre 2001 | Standard + k7 audio |
| Suisse   | 30 octobre 2001 | Standard + k7 audio |
| France   | 19 mars 2002    | Édition de luxe     |
| Japon    | 24 juillet 2002 | Édition spéciale    |